# La Grande Jatte
La Grande Jatte  of Île de la Jatte is een eiland in de Seine van ongeveer twee kilometer lengte, gelegen in het westen van de Parijse agglomeratie, in het departement Hauts-de-Seine. Het eiland ligt tussen Neuilly-sur-Seine en Levallois-Perret aan de ene zijde en Courbevoie aan de andere. Voor het grootste deel valt het eiland binnen de gemeente Neuilly-sur-Seine, de rest behoort tot Levallois-Perret.
La Grande Jatte is tegenwoordig volgebouwd met woningen en parken. Aan het eind van de 19e eeuw was het nog een groen eiland waar de rijken van de stad in het weekend genoten van hun vrije tijd; La Grande Jatte stond eveneens bekend om de prostitutie. Dit heeft Georges Seurat geïnspireerd tot het maken van het wereldberoemde schilderij Un dimanche après-midi à l'Île de la Grande Jatte.